# HC Charkov
HC Charkov byl hokejový klub se sídlem v Charkově na Ukrajině. Tým byl založený v roce 2007 a v roce 2011 byl rozpuštěn.
Klub hrál v Ukrajinské hokejové lize na zimním stadiónu SDUShOR, jeho barvy byly žlutá a bílá.